# Rafael Viñoly

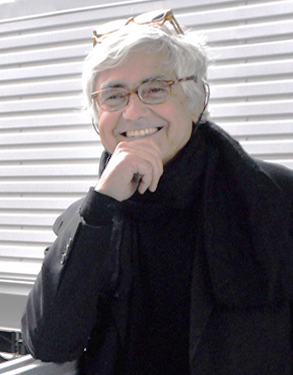
Rafael Viñoly (2011)

Rafael Viñoly Beceiro (* 1. Juni 1944 in Montevideo; † 2. März 2023 in New York City) war ein amerikanischer Architekt uruguayischer Herkunft. Er lebte und arbeitete seit 1978 in den Vereinigten Staaten.

## Leben und Werk
Viñoly wurde als Sohn des Film- und Theaterregisseurs Román Viñoly Barreto und der Mathematiklehrerin Maria Beceiro geboren. Sein Diplom im Fach Architektur erhielt er 1968 an der Universidad de Buenos Aires und den Master of Architecture an der dortigen Schule für Architektur und Stadtplanung ein Jahr darauf. Bereits 1964 gründete er mit sechs weiteren Architekten ein Architekturbüro, das später zu einem der größten Südamerikas anwuchs. 1978 ging er mit seiner Familie in die Vereinigten Staaten, wo er kurze Zeit als Gastlecturer an der Harvard Graduate School of Design dozierte und sich dann ab 1979 dauerhaft in New York City niederließ, wo er 1983 Rafael Viñoly Architects gründete. Sein erstes Großprojekt dort war das John Jay College of Criminal Justice (1988). 1989 gewann er den internationalen Designwettbewerb für das Internationale Forum Tokyo, das 1996 fertiggestellt wurde und heute zu den wichtigsten kulturellen Komplexen Japans zählt. Rafael Viñoly Architects gehörte auch zu den Finalisten im Designwettbewerb für das neue World Trade Center, den dann Daniel Libeskind gewann.
Viñoly schuf 2001 in Philadelphia das Kimmel Center for the Performing Arts mit einem gläsernen Sonnendach; das Sussex Sport Center in Georgetown, Delaware, trug wiederum ein futuristisches Solardach, das er mit einer riesigen traditionellen Scheune kombinierte. Er war verantwortlich für den Entwurf des Walkie Talkie genannten Hochhauses 20 Fenchurch Street, dessen konkav gewölbte und verspiegelte Fassade mit ihrem Brennspiegeleffekt bereits mehrere Sachschäden durch fokussierte Sonnenstrahlen verursachte. Ein ähnliches Problem tritt beim ebenfalls von Rafael Viñoly entworfenen Hotel Vdara in Las Vegas auf. Für das Hochhaus 20 Fenchurch Street wurde Viñoly mit dem Carbuncle Cup 2015 bedacht.
Viñoly war Fellow des American Institute of Architects (AIA), International Fellow des Royal Institute of British Architects (RIBA) sowie Mitglied des Japan Institute of Architects (JIA) und der Sociedad Central de Arquitectos (SCA). 1994 wurde Rafael Viñoly in New York zum Mitglied (NA) der National Academy of Design gewählt.
Er starb am 2. März 2023 im Alter von 78 Jahren in New York.

## Bauwerke (Auswahl)

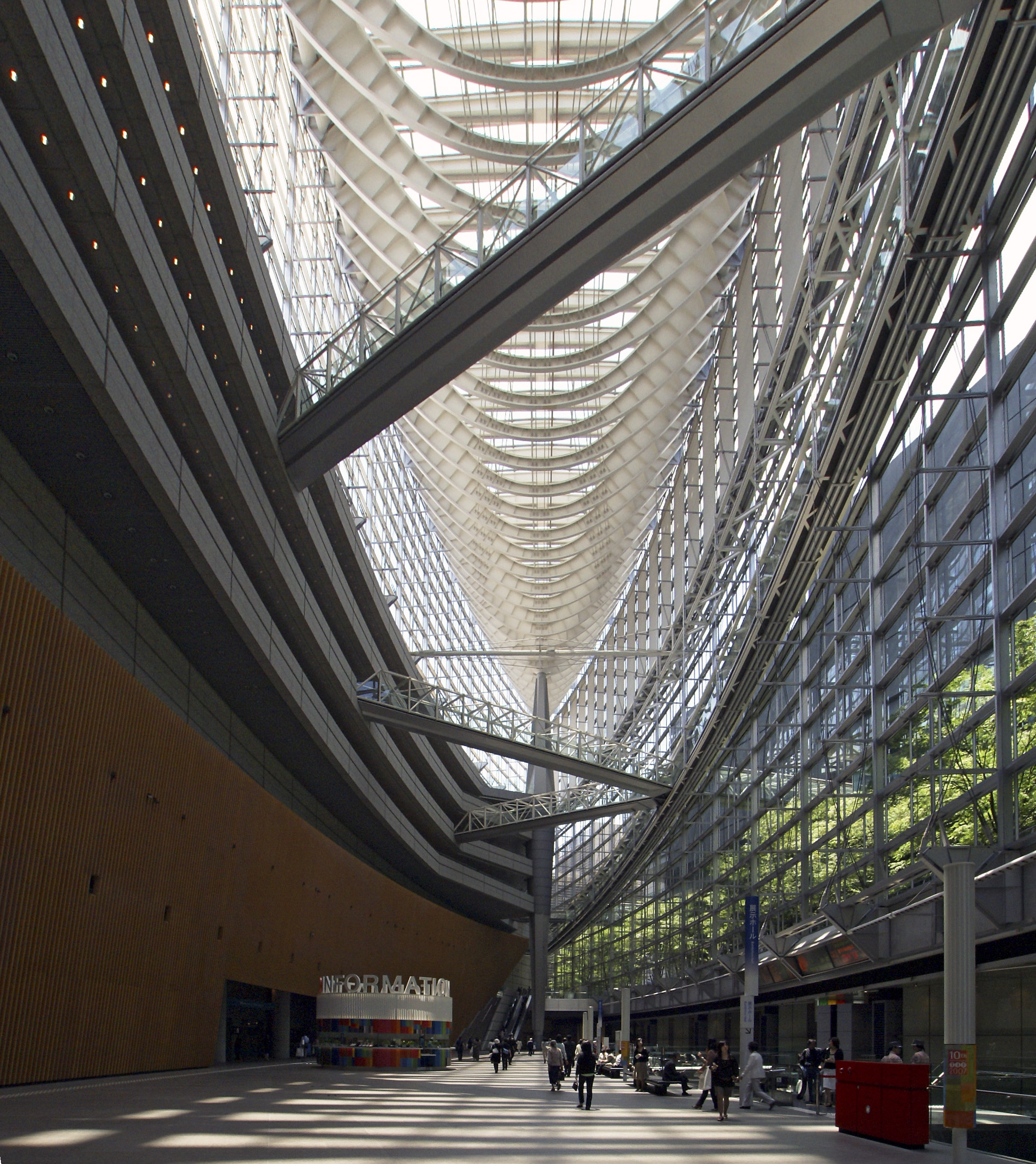
Tokyo International Forum (1996)

- Tokyo International Forum, Japan, 1996
- Kimmel Center for the Performing Arts, Philadelphia, 2001
- Van-Andel-Institut, Grand Rapids, 2002
- Watson Institute for International Studies, Brown University, Providence, 2002
- Gebäude der Fakultät Informationswissenschaften und -technologien der Pennsylvania State University, 2003
- David L. Lawrence Convention Center, Pittsburgh, 2003
- University of Chicago Graduate School of Business, Hyde Park Art Center, Chicago, 2004
- Boston Convention and Exhibition Center, Boston, 2004
- Jazz @ Lincoln Center, New York, 2004
- Nasher Museum of Art, Duke University, Durham, 2005
- Mahler 4 Viñoly Toren, Amsterdam, Niederlande, 2005
- Howard Hughes Medical Institute, Janelia Farm Research Campus, Ashburn, 2006
- Colección de Arte Amalia Lacroze de Fortabat, Buenos Aires, 2008
- Vdara, Las Vegas, 2009
- 20 Fenchurch Street ("Walkie Talkie"), London, 2014
- Puente de Laguna Garzón, Uruguay, 2015
- 432 Park Avenue, New York City, 2015
- The Greenwich by Rafael Viñoly (125 Greenwich Street), New York City, 2024
- 277 Fifth Avenue, New York City, 2019